# Tomoko Igata
Tomoko Igata (jap. 井形 とも子, Igata Tomoko; * 30. Oktober 1965 in Tokio) ist eine ehemalige japanische Motorradrennfahrerin.
Igata ist die Pilotin, die bisher in der Motorrad-Weltmeisterschaft die beste Platzierung und die meisten Punkte errang. Sie belegte 1995 beim tschechischen Grand Prix in Brünn den siebten Platz in der Klasse bis 125 cm³. 
Igata bestritt von 1991 bis 1993 die Motorradrennen der Japanischen Straßenmeisterschaft in der Klasse bis 125 cm³. Sie fuhr dort regelmäßig Plätze unter den besten Zehn ein. Ihr bestes Resultat war 1992 der sechste Platz der Meisterschaft. In diesem Jahr erfolgte auch ihr erster Einsatz in der Motorrad-WM. Sie startete bei ihrem Heim-Grand-Prix in Suzuka mit einer Wildcard und wurde 20.
In den Jahren 1994 und 1995 nahm Tomoko Igata jeweils auf Honda RS 125 für das FCC Technical Sports team an der Weltmeisterschaft teil. 1994 wurde sie nach einer Verletzung beim Australien-Grand-Prix von Tomomi Manako ersetzt. Sie kehrte gegen Ende der Saison zurück und wurde 28. in der Meisterschaft.
1995 war ihr erfolgreichstes Jahr. Beim Großen Preis von Tschechien in Brünn wurde sie Siebte und erreichte damit das bis dato beste Ergebnis einer Frau in der Motorrad-WM. In der Meisterschaft wurde die Japanerin insgesamt 20., ebenfalls das beste Ergebnis einer Frau in der WM.
Anschließend wechselte sie wieder in die Japanische 125er-Meisterschaft, jedoch ohne weitere Erfolge.

## Erfolge
- 1991: Teilnahme an der Japanischen Meisterschaft bis 125 cm³
- 1992: Platz 6 der Japanischen Meisterschaft bis 125 cm³
- 1993: Teilnahme an der Japanischen Meisterschaft bis 125 cm³
- 1994: Platz 28 in der 125-cm³-Klasse der Motorrad-Weltmeisterschaft
- 1995: Platz 20 in der 125-cm³-Klasse der Motorrad-Weltmeisterschaft